# Maximum Carnage
Maximum Carnage è una saga a fumetti dell'Uomo Ragno scritta da Tom DeFalco, J.M. DeMatteis, Howard Mackie, David Michelinie e Terry Kavanagh e disegnata da Sal Buscema, Mark Bagley, Alex Saviuk, Ron Lim e Tom Lyle.
Pubblicata nel 1993 sulle testate regolari dedicate all'Uomo Ragno in quel periodo (Web of Spider-Man, Amazing Spider-Man, Spectacular Spider-Man, Peter Parker: Spider-Man e Spider-Man Unlimited), è suddivisa in quattordici capitoli, ciascuno di essi composto da ventidue/ventitré pagine.

## Trama
Dopo essere stato sconfitto da Venom e dall'Uomo Ragno, Cletus Kasady alias Carnage viene rinchiuso nell'ospedale psichiatrico di Ravencroft. Durante un prelievo di sangue, lo staff dell'istituto libera il simbionte che, creduto morto, si era annidato nel suo sangue modificando il suo metabolismo e rendendolo pressoché immortale. Di nuovo libero, Carnage massacra lo staff del Ravencroft e incontra Shriek, una donna folle dotata di poteri sonici, con la quale nasce una forte intesa. Insieme i due fuggono con l'obiettivo di uccidere l'Uomo Ragno, colpevole della loro prigionia, e di massacrare quante più persone possibile per folle divertimento. Durante la ricerca, i due si imbattono in Spider-Doppelganger e lo prendono con sé. Shriek e Doppelganger si scontrano poco dopo con l'Uomo Ragno, ferendolo gravemente. Nel frattempo, a San Francisco, Venom viene a conoscenza della fuga di Carnage e, ritenendosi da sempre colpevole della nascita del mostro, decide di recarsi a New York per sconfiggere la minaccia. L'Uomo Ragno, soccorso da Cloak e Dagger, si imbatte nuovamente nei tre pericolosi nemici e, nello scontro, Dagger muore. Giunto a New York, Venom viene sconfitto da Carnage e dai suoi due alleati e, capendo di non avere speranze da solo, è costretto seppur controvoglia a chiedere l'aiuto dell'Uomo Ragno. Con loro si alleano anche la Gatta Nera, Morbius, Firestar e Deathlok, mentre Demogoblin e Carrion si alleano con Carnage. Nonostante alcuni scontri in cui l'Uomo Ragno e compagni sembrano avere la meglio sui supercriminali, le continue remore e principi morali impediscono di sconfiggere definitivamente gli avversari e portano a uno scontro tra Venom (che considerava la morte di Carnage l'unica soluzione) e l'Uomo Ragno. Inoltre, i poteri empatici di Shriek rendono la folla di New York aggressiva e violenta. Venom viene rapito da Carnage che lo porta all'interno della Statua della Libertà e lo tortura. Arrivano poi anche Pugno d'Acciaio, Capitan America e Nightwatch a dare una mano per sconfiggere Carnage. Capitan America, influendo sulla coscienza degli abitanti di New York, contribuisce a riportare la quiete in città. Con l'aiuto di un macchinario speciale che convogliava onde positive, tutta la banda di criminali viene sconfitta. Carnage, ritenuto morto, riappare improvvisamente deciso più che mai a uccidere l'Uomo Ragno ma Venom, scaraventandolo contro un pannello di controllo dell'alta tensione, lo sconfigge definitivamente per poi dileguarsi.

## Storia editoriale

### Elenco degli episodi
- Capitolo I - Spider-Man Unlimited (Vol. 1[1]) n. 1: Carnage Rising!
- Capitolo II - Web of Spider-Man (Vol. 1) n. 101: Dark Light
- Capitolo III - The Amazing Spider-Man (Vol. 1) n. 378: Demons on Broadway
- Capitolo IV - Peter Parker, Spider-Man (Vol. 1) n. 35: Team Venom
- Capitolo V - Spectacular Spider-Man n. 201: Over The Line!
- Capitolo VI - Web of Spider-Man (Vol. 1) n. 102: Sinking Fast
- Capitolo VII - The Amazing Spider-Man (Vol. 1) n. 379: The Gathering Storm
- Capitolo VIII - Peter Parker, Spider-Man (Vol. 1) n. 36: Hate is in the Air
- Capitolo IX - Spectacular Spider-Man n. 202: The Turning Point
- Capitolo X - Web of Spider-Man (Vol. 1) n. 103: Sin City
- Capitolo XI - The Amazing Spider-Man (Vol. 1) n. 380: Soldiers of Hope
- Capitolo XII - Peter Parker, Spider-Man (Vol. 1) n. 37: The Light!
- Capitolo XIII - Spectacular Spider-Man n. 203: War of the Heart!
- Capitolo XIV - Spider-Man Unlimited (Vol. 1) n. 2: The Hatred, The Horror & The Hero!

La saga Maximum Carnage viene menzionata anche nel Collezione 100% Marvel: Carnage Faida Di Famiglia

## In altri media

### Film
- Maximum Carnage, così come l'arco narrativo della serie animata di Spider-Man nel 1994 The Venom Saga (1996), funge da ispirazione principale per il film Venom - La furia di Carnage del 2021[2].

### Videogioco
- Questa trama è servita come base per il videogioco di LJN del 1994 Spider-Man and Venom: Maximum Carnage, che è stato rilasciato per le piattaforme di videogiochi Genesis e Super NES.